# Josep Pizcueta i Donday
Josep Pizcueta i Donday (València, 1792 - 1870) fou un metge, botànic i professor universitari valencià.
Doctorat en Filosofia el 1809 i en Medicina el 1817, va obtenir la càtedra de Botànica a la Universitat de València el 1829. Entre els anys 1820 i 1867 va ser director del Jardí Botànic de València, el qual va haver de refer dels danys causats durant la Guerra del Francés. Ací aplica els coneixements apresos al Reial Jardí Botànic de Madrid, on havia estudiat amb els botànics Mariano Lagasca i Demetrio Rodríguez, els quals havien estat deixebles del valencià Antoni Cavanilles i Palop.
Des del 1859 fins a la seua jubilació el 1867 va ser rector de la Universitat de València. És autor d'un Elogio histórico de D. Antonio José Cavanilles, publicat a València el 1830, i d'una Enumeratio plantarum horti botanici valentini o catàleg de les plantes del jardí botànic de la capital valenciana, publicada el 1856.